# Пашенский
Пашенский — опустевший поселок в Каменском районе Тульской области в составе сельского поселения Яблоневское.

## География
Поселок находится в южной части Тульской области на расстоянии приблизительно 8 км на восток по прямой от села Архангельское, административного центра района.

## История
В 1926 году здесь было учтено 22 двора, в конце 1930-х годов — 24.

## Население
Постоянное население составляло 109 человек (1926 год), 0 как в 2002 году, так и в 2010.